# Johan Zierneels
Johan Zierneels, také Jan Zierneels, Johannes Zierneels, Syrnel, Záernel, Ziereels, Ziereneels, Zierneel, Jan Zioerneels, Ziernel, Zionnels, alias Lely nebo Lelie), (Meierij van 's-Hertogenbosch, kolem 1646 – po 1678, pravděpodobně Řím) byl nizozemský malíř, který se specializoval na křesťanská náboženská témata.

## Životopis
Podle holandského životopisce umělců Arnolda Houbrakena se Zierneels narodil v Meierij van 's-Hertogenbosch, patřící tehdejšímu vévodství Brabant. O jeho učení není známo nic. V roce 1671 odcestoval do Říma, kde je dokumentován až do roku 1678. Po tomto datu o něm nejsou žádné další informace.
V letech 1674–1675 se připojil k Bentvueghels, sdružení převážně nizozemských a vlámských umělců pracujících v Římě, kde dostal přezdívku (tzv. „ohnuté jméno“) „Lely“ nebo „Lelie“ (Lilie). Důkazem o jeho členství poskytuje seznam hostů, který byl učiněn při příležitosti uvedení tří nových členů do spolku: Abrahama Genoelse, Françoise Moense a Pietera Verbrugghena mladšího.
Johann Zierneels zemřel pravděpodobně v Římě.

## Dílo
Žádná díla jím podepsaná se nedochovala, pouze výše zmíněný obraz o smrti mučedníků v Brielle. Rytina The Apotheosis of the Martyrs of Gorkum je tisk, který vytvořil Jean-Baptiste Nolin podle obrazu Johana Zierneelse roku 1675. Obraz se vztahuje k neblahé události v městě Brielle 9. července 1572. Nyní je v majetku galerie Pinacoteca Comunale v Terni.